# Пут тамјана
Пут тамјана као и пут зачина били су веома важни за трговину и обухватали су мрежу која се простирала по главним античким трговачким путевима који су повезивали медитерански свет са јужним и источним извориштима тамјана, зачина и луксузних добара, који су се протезали од медитеранских лука преко Леванта и Египта кроз северну Африку и Арабију све до Индије. Трговина тамјаном од Јужне Арабије до Медитерана је цветала између отприлике 7. века п. н. е. па све до 2. века. Пут тамјана је служио као канал за трговину роба, као што су арапски тамјан и смирна; Индијски зачини, драго камење, бисери, ебоновина, свила и фини текстилни производи и Рог Африке са својим ретким дрвећем, перјем, животињским кожама, сомалијски тамјан и злато.

## Рана историја
Египћани су трговали у Црвеном мору, увозили зачине, злато и егзотично дрво из земље "Земља Пунт" и из Арабије. Индијска роба је довожена у арапским и индијским бродовима у Аден. Равлинсон идентификује дуго расправљајуће "бродове Таршиша", као тиринску флоту опремљену у Езион-Геберу која је направила неколико трговачких путовања на истоку, што је довело до налажења злата, сребра, слоноваче и драгог камења. Ова роба је претоварена у луци Офир.
Према једном историчару:
| „ | У древном периоду, чини се да су Јужна Арабија и Афрички рог били главни добављачи тамјана, док је у модерном времену трговачки центар за трговину са смолом (гумом) био у Адену и Оману. Рани текстови ритуала из Египта показују да су копнени трговци доносили до трговачких путева горњег Египта, али можда најспектакуларнији доказ о овој трговини пружају фреске датиране око 1500. године пре нове ере на зидовима храма у Теби, обележавајући путовање флоте коју је Египатска краљица послао у земљу Пунта. У овим рељефима приказано је пет бродова, са високим гомилама блага, а један од њих показује тридесет и једано мало дрво тамјана у кади која се превози на броду. | ” |

| „ | Периплус Марис Еритхраеи и други грчки текстови односе се на неколико приморских локација у Сомалији, Јужној Арабији и Индији, укључених у трговину тамјаном, смирном, кинеским циметом, бделиумом (смола) и низом гумених смола које се називају дуака и канкамон и мок роту. | ” |

## Копнене рута
Међу најважнијим трговачким тачкама на Путу тамјана из Персијског залива до Средоземног мора била је Герха у Персијском заливу, о којој је историчар Страбон известио да је основана од стране вавилонских избеглица као халдејске колоније.
Герха је утицала на развој трговачких путева широм Арабије ка Медитерану и контролисала трговину аромтима са Вавилоном у 1. веку пре нове ере. Герха је била једана од важних улазних лука за робу испоручену из Индије.
Због своје истакнуте позиције у трговини тамјаном, Јемен је привукао насељенике из плодног полумесеца. Тамјан и смирна били су пресудни за економију Јемена и препознати су као извор богатства од стране владара. Недавна истраживања открила су древну трговачку путању кроз источни Јемен у регији Махра.
Асирски документи показују да је Тиглат-Пилесер III напредовао кроз Феникију до Газе. Газа је на крају опустошена а владар из Газе побегао је у Египат, али је касније наставио да делује као вазални управитељ. Мотив за напада је био да се стекне контрола над трговином тамјаном у Јужној Арабији која је просперирала широм региона.
И.Е.С. Едвардс повезује Сиро-Ефраимитски рат са жељама Израелита и Арамејаца да контролишу северни крак пута тамјна, који је сезао од Јужне Арабије и могао је бити коришћен за контролу према Трансјордану. Археолошки натписи такође говоре о плену донетом из земље му-у-на-а-а, можда и Меунита поменуте у Старом завету. Неки научници препознају ову групу као Минејане Јужне Арабије, који су били укључени у трговину тамјаном и који су окупирали северне трговачке испоставе Пута тамјана.
Аромати из Дофара и луксузна роба из Индије донели су богатство краљевствима Арабије. Ароматици из Дофара испоручивани су из природне луке Хор Рори према западној неприступачној обали Јужне Арабије. Каравани су ове производе носили северно до Шабве, а одатле до краљевства Катабана, Сабе, Минеја и Палестине и до Газе.
Трошкови наплаћивања власника бунара и других постројења додавани су укупној цени ових луксузних роба.

## Грчко-римско заобилажење копнених рута
Набатејци су изградили Петру, која је стајала на пола пута између отвора у залив Акаба и Мртвог мора у тренутку када је Пут тамјана од Арабије до Дамаска прелазио преко копнене трасе од Петре до Газе. Ова позиција дала је Набатејцима контролу над трговином дуж Пута тамјана. Да би се контролисао Пут тамјана из Набатеје, спроведена је грчка војна експедицију која је водила до Свана а која је изведена без успеха под вођством Антигона Киклопа, једаног од генерала Александра Македонског. Набатејска контрола над трговином се повећавала и ширила на запад и на север. Замена Грчке од стране римског царства као администратора средоземног басена довела је до поновног успостављања непосредне трговине са истоком. Према историчару, "Јужни Арапи су протестовали вршећи пиратске нападе на римске бродове у Аденском заливу, што је је резултирало тиме да су Римљани уништили Адена и фаворизовали западну абисинијски обалу Црвеног мора". Монопол индијских и арапских посредника ослабио је развојем монсунске трговине од стране Грка кроз откриће директне руте за Индију (Хипалус), присиљавајући парћанске и арапске посреднике да прилагоде своје цене како би се такмичили на римском тржишту са робом коју Рим сада куповао директним путем до Индије. Индијски бродови отпловили су у Египат, јер поморски путови Јужне Азије нису били под контролом неке поуздане снаге .
Према једном историчару:
| „ | Трговина са Арабијом и Индијом у тамјану и зачинима постала је све важнија, а Грци су по први пут почели да тргују директно са Индијом. Откриће или поновно откривање морске руте у Индију приписује се извесном Еудокосу, који је у ову сврху послат пред крај владавине Птолемеја Еуергетеса II (умро 116. п. н. е). Еудоксос је направио два путовања у Индију, а потом, завадивши се са његовим послодавцима у Птолемејској краљевини, нестао је у неуспешном покушају да отвори алтернативни пут до Индије, без Птолемејске контроле, пловећи око Африке. Успостављање директних контаката између Египта и Индије вероватно је омогућило слабљење арапске власти у овом периоду, јер је Сабејско краљевство Југо-западне Арабије срушено и замењено је Химјарском краљевином око 115. п. н. е. Увоз цимета у Египат и других источних зачина, као што је бибер, значајно се повећао, иако је трговање у Индијском океану остало за сада у сасвим малом обиму, не више од двадесет египатских бродова који су се сваке године кретали изван Црвеног мора. | ” |

Тамјан из Дофара сакупљена је у Моши (древни Сумхурам). Испоручиван је у Кану и превожен преко копна у Шабву и даље северно до Наџрана, Меке, Медине, Петре и Газе на Средоземном мору. Такође је испоруиван у Вавилон и Палмиру преко Персијског залива.
Римска трговина са Индијом је наставила да расте, а према Страбу (II.5.12.):
| „ | У сваком случају, када је Галус био префект Египта, пратио сам га и пењао се од Нила до Сијене и границе Етиопије, и сазнао сам да је стотину двадесет пловила пловило од Мјос Хормоса до Индије, док је раније, под Птолемијима, само мало њих покушало да пређе путовање и да настави саобраћај у трговини са Индијом. | ” |

## Опадање
Према историчару:
| „ | Стога Трећи век би се чинио значајним временом у историји трговине тамјаном у Арабији. Током политичке и економске кризе тог века драматично се променила природа трговине; пре тог времена, изгледа да је пут за тамјан из Јужне Арабије наставио да функционише. Чини се да је овај посао заустављен слабим економским условима трећег века, међутим, када се економска ситуација поново побољшала у оквиру Тетрархије многе ствари су се промениле. У то време, изгледа да су две главне руте које су раније биле у употреби биле у Вади Сирхану, кроз који су сада пролазли трговачки путеви који су раније ишли кроз Палмиру, и Аилу, која је примала робу из Индије и Арабије а која је раније одлазила у египатске луке на Црвеном мору. | ” |

Крајем шестог века Исидор од Севиље набројао је аромате који се и даље увози у Визиготску Шпанију. Од ароматичних стабала (de arboris aromaticis) Исидор је у својој енциклопедији навео смирну, бибер, цимет, амомом (кардамом?) кинески цимет; од ароматичних биљака (de herbis aromaticis) то су, нарда, шафрана, кардамома, су они који стижу преко трговачких путева, остали су доступни у Шпанији: тамијан, алоја, ружа, љубичица, љиљан,линцура, пелин, коморач и други.
Смањивањем трговине тамјаном, Јемен је преузео извоз кафе преко црвено морске луке Ел Мока.
Након римско-персијских ратова, подручја под римским Византијском царством је заузео Хозроје I персијске династије Сасанида. Арапи, предвођени заповедником по имену "Амр ибн ел 'Ас", прешли су у Египат крајем 639. или почетком 640. године.
Овао напредовање означло је почетак исламског освајања Египта , а пад пристаништа попут Александрије користио је за осигурање трговине са Индијом од стране грчко-римског света од династије Птолемеја.
Најзад, османски Турци су освојили Константинопољ у 15. веку, означавајући почетак турске контроле над најразличитијим трговачким путевима између Европе и Азије.

## Тренутни статус
Састанак Унесковог комитета за светску баштину одржан је 27. новембра 2000. године у Кернсу, Аустралија, где је уврштен на листу Светске културне баштине Пут тамјана у Оману. Званични цитат гласи: 
| „ | Дрвеће тамјана из Вади Дфка и остаци каравана оазе Шисра / Вубара и повезаних лука Хор Рори и Ел-Балида живописно илуструју трговину тамјаном која је цветала у овом региону већ столећима, као један од најважнијих трговинских активности древног и средњевековног света. | ” |

Комитет за светску културну баштину, заседала је у Темба Вакашеу, 15. јула 2005. године и уврстио је у Пут тамјана - пустињски градови у Негеву на Унеско-у листу светске културне баштине баштине. Званични цитат гласи:
| „ | Четири набатејска града Халуза, Мамшит, Авдат и Шивта, заједно са припадајућим тврђавама и пољопривредним пејзажима у пустињи Негев, простирали су се путевима који их повезују на медитерански крај пута Тамјан и Зачина. Заједно одражавају велику профитабилну трговину тамјаном и смирном из Јужне Арабије до Медитерана, која је цветала од 3. века п. не. до 2. века н. е. Уз остатке својих софистицираних система за наводњавање, градских конструкција, утврђења и каравансараја сведоче о начину на који су побеђене тешкоће пустиње за трговину и пољопривреду. | ” |